# 御殿場ケーブルメディア
御殿場ケーブルメディア（ごてんばケーブルメディア、通称ごてんばケーブルテレビ）は、静岡県御殿場市にあったケーブルテレビ局である。1992年（平成4年）開局。
2010年3月まで存在した事業会社株式会社御殿場ケーブルメディア（2代目）は2006年に「株式会社御殿場ケーブルテレビ」として設立されたビック東海（現・TOKAIケーブルネットワーク）の100%子会社であった。2007年（平成19年）4月1日付で「御殿場ケーブルメディア」（初代）から事業を継承し、その際「御殿場ケーブルテレビ」から社名を変更した。初代法人は解散した。
さらに、2010年2月24日にMSOのビック東海が吸収合併契約を発表。2010年4月1日付でビック東海が存続会社となり、御殿場ケーブルメディア（2代目）は解散した。

## 初代法人について
初代法人は1960年に創設された「御殿場テレビ共聴施設組合」を母体に、地元御殿場の有志によって1992年に設立された。もともとテレビ共聴施設として開設された経緯から、ほかのケーブルテレビ局と比較して利用料金が安く設定されていたという。2000年代に入って「放送のデジタル化」が進展するようになり、初代法人は自社の資金だけではデジタルテレビに向けた施設の改修がままならず、御殿場市で同じくケーブルテレビ事業を展開していたビック東海への事業譲渡（同社は2代目となる新法人を設立）を決断するに至ったのである。2代目法人はその後御殿場テレビ共聴施設組合も吸収したという。
事業を受け継いだ2代目法人は早速施設の改修に取り掛かったのだが、一部の地域で1960年代から稼動している施設であるがゆえ、デジタルテレビの配信に適さない古い規格の部品が多数使用されていることが判明した。2代目法人は当初の予定よりもデジタルテレビの開始が遅れることを自社の公式ウェブサイトで発表した（現在は削除）。
2009年8月現在では、御殿場地区の一部がアナログ放送のみの実施となっているほかは、デジタルテレビは開始されている。

## サービスエリア
- 静岡県御殿場市：ビック東海がサービスを提供している富士岡地区を除く地域で展開していた。

### 加入数・加入率
2007年9月現在の加入数・加入率は以下のようになっている。
- 御殿場地区　5559世帯（43%）
- 原里地区　798世帯（12%）
- 玉穂地区　2068世帯（47%）
- 印野地区　562世帯（92.1%）
- 高根地区　611世帯（42.1%）

ちなみに、ビック東海が展開している富士岡地区は2139世帯（34%）、市全体では11737世帯（36.5%）である。

## 主な放送チャンネル
| アナログ | デジタル | 放送局                                                                    |
| -------- | -------- | ------------------------------------------------------------------------- |
| 1        |          | NHK静岡総合                                                               |
| 2        |          | 静岡第一テレビ                                                            |
| 3        |          | NHK静岡教育                                                               |
| 4        |          | 日本テレビ                                                                |
| 5        |          | 静岡朝日テレビ                                                            |
| 6        |          | TBSテレビ                                                                 |
| 8        |          | フジテレビジョン                                                          |
| 9        |          | テレビ静岡                                                                |
| 10       |          | テレビ朝日                                                                |
| 11       |          | 静岡放送                                                                  |
| 12       |          | テレビ東京                                                                |
| 14       |          | ウェザーニューズ                                                          |
| 15       | BS101    | NHK BS1                                                                   |
| 16       | BS102    | NHK BS2（現・NHK BS1のサブチャンネル）                                    |
|          | BS103    | NHK BShi（現・NHK BSプレミアム）                                          |
|          | BS141    | BS日テレ                                                                  |
|          | BS151    | BS朝日                                                                    |
|          | BS161    | BS-TBS                                                                    |
|          | BS171    | BSジャパン（現・BSテレ東）                                                |
|          | BS181    | BSフジ                                                                    |
| 17       | BS191    | WOWOW                                                                     |
|          | BS200    | スター・チャンネル ハイビジョン（現・スターチャンネル1）                  |
|          | 121      | ディスカバリーHD（現・ディスカバリーチャンネル）                          |
| 36       | 210      | J sports ESPN（現・J SPORTS 3）                                           |
|          | 212      | GAORA                                                                     |
|          | 213      | J sports 1（現・J SPORTS 1）                                              |
|          | 214      | J sports 2（現・J SPORTS 2）                                              |
|          | 215      | J sports Plus（現・J SPORTS 4）                                           |
|          | 217      | ゴルフネットワーク                                                        |
|          | 218      | 日テレG+（現・日テレジータス）                                            |
|          | 220      | ムービープラス                                                            |
|          | 221      | 日本映画専門チャンネル                                                    |
| 29       | 222      | チャンネルNECO（現・映画・チャンネルNECO）                                |
|          | 223      | V☆パラダイス                                                              |
|          | 225      | 東映チャンネル                                                            |
| 31       | 226      | 衛星劇場                                                                  |
|          | 228      | スター・チャンネル プラス（現・スターチャンネル2）                        |
|          | 229      | スター・チャンネル クラシック（現・スターチャンネル3）                    |
|          | 230      | ファミリー劇場                                                            |
| 24       | 231      | スーパー!ドラマTV                                                         |
|          | 232      | AXN（現・AXN 海外ドラマ）                                                 |
|          | 233      | FOX                                                                       |
|          | 234      | 時代劇専門チャンネル                                                      |
|          | 235      | LaLa TV（現・女性チャンネル♪LaLa TV）                                     |
|          | 236      | アニマルプラネット                                                        |
|          | 238      | TBSチャンネル（現・TBSチャンネル1）                                       |
|          | 240      | カートゥーン ネットワーク                                                 |
|          | 241      | アニマックス                                                              |
| 23       | 242      | キッズステーション                                                        |
|          | 244      | アニメシアターX（AT-X）                                                   |
|          | 245      | テレ朝チャンネル（現・テレ朝チャンネル1 ドラマ・バラエティ・アニメ）      |
|          | 251      | 日経CNBC                                                                  |
|          | 255      | ヒストリーチャンネル                                                      |
|          | 256      | ディスカバリーチャンネル                                                  |
|          | 257      | BBCワールドニュース                                                       |
|          | 259      | ナショナル ジオグラフィック チャンネル（現・ナショナル ジオグラフィック） |
|          | 261      | MUSIC ON! TV（現・MUSIC ON! TV（エムオン!））                             |
| 28       | 262      | スペースシャワーTV                                                        |
|          | 263      | MTV                                                                       |
|          | 270      | 囲碁・将棋チャンネル                                                      |
| 13       | 271      | ショップチャンネル                                                        |
| 33       | 272      | QVC（キューヴィーシー）                                                   |
|          | 274      | 放送大学テレビ                                                            |
|          | 276      | 釣りビジョン                                                              |
|          | 277      | 旅チャンネル                                                              |
|          | 280      | MONDO21（現・MONDO TV）                                                   |
|          | 281      | フジテレビTWO（現・フジテレビTWO ドラマ・アニメ）                         |
|          | 282      | フジテレビONE（現・フジテレビONE スポーツ・バラエティ）                   |
|          | 284      | 日テレプラス（現・日テレプラス ドラマ・アニメ・音楽ライブ）               |
|          | 285      | グリーンチャンネル                                                        |
|          | 286      | グリーンチャンネル2                                                       |
|          | 290      | プレイボーイ チャンネル                                                   |
|          | 291      | チャンネル・ルビー                                                        |
|          | 292      | レインボーチャンネル                                                      |
|          | 293      | ミッドナイト・ブルー                                                      |
| 18       |          | 御殿場文字                                                                |
| 21       |          | スター・チャンネル                                                        |
| 22       |          | 御殿場の話題（サイエンスチャンネル/ケーブル屋おとりよせ便）               |
| 25       |          | tvk                                                                       |
| 34       |          | 朝日ニュースター（現・テレ朝チャンネル2 ニュース・情報・スポーツ）        |